# یوان گورکوف
یوان گورکوف (به فرانسوی: Yoann Gourcuff) بازیکن فوتبال و هافبک اهل فرانسه است که از سال ۲۰۰۸ تا کنون (۲۰۱۳) میلادی عضو تیم ملی فوتبال فرانسه بوده‌است. وی در ۳۱ بازی ملی حضور داشته است و در بازی‌های ملی‌اش ۴ گل به ثمر رساند. وی در سال 2013 به انتخاب یک نشریه دومین بازیکن جذاب پس از کریستیانو رونالدو شد.